# Мишја грозница
Хеморагијска грозница са бубрежним синдромом или мишја грозница је инфективна болест која настаје услед инфекције хантавирусом.

## Епидемиологија
Група хантавируси обухвата различите вирусе који су широко распрострањени. У Западној и Северној Европи су најчешћи хантавируси вирус Пумала и Вирус Добрава-Београд, који је 1988. откривен уз помоћ наших научника.
У Кини, Кореји и Русији, али и деловима источне Европе, поред вируса Пумала среће се и вирус Хантан, који изазива тешку форму ове болести. Код нас се среће ендемски у неким местима.
У Јужној и Северној Америци срећу се друге врсте (вирус син номбре).

### Путеви преношења
Преносилац хеморагијске грознице са бубрежним синдромом је пољски миш, који овај вирус избацује својим излучевинама: пљувачком, мокраћом и столицом. Човек се инфицира кад дође у контакт са излучевинама овог миша. Инфекције су посебно честе код војника, шумара, пољопривредника и ловаца, који врло лако долазе у контакт са заразним материјалом.

## Етиопатогенеза

### Облици
Постоје две форме:
- блажа форма (претежно у Европи) изазвана вирусом Пумала из групе хантавируса.
- тешка форма (претежно у Азији) изазвана вирусом Хантан, такође из ове групе вируса.

## Клиничка слика
После времена инкубације од 2 до 4 недеље јављају се тегобе у виду
- грознице, главобоље, болова у мишићима и зглобовима, слабости, стомачних тегоба... Ови симптоми трају до недељу дана.
- појаве осипа услед малих тачкастих крварења по кожи и слузокожи (петехија).
- хипотензијом-смањен крвни притисак, јавља се и тахикардија, а може се јавити чак и шок. Ово стање траје пар дана.
- после недељу дана од почетка болести долази до акутне бубрежне инсуфицијенције. Она се одликује смањеном продукцијом мокраће-олигурија.
- у овом периоду могу се јавити и неуролошки симптоми: епилептички напади, дезоријентисаност
- после ове фазе се бубрези опорављају па долази до појачаног излучивања мокраће. Ова фаза може трајати недељама.
- период реконвалесценције, који може трајати недељама и месецима.

Смртност је 6–7%.
Инфекција хантавирусом може се јавити и у облику хеморагијске грознице са плућним синдромом. Ова форма је честа у Јужној и Северној Америци.